# Igreja de Santo António (Lagos)
A Igreja de Santo António, originalmente conhecida como Igreja de Santo António dos Militares, é um edifício religioso na cidade de Lagos, na região do Algarve, em Portugal. É um dos principais monumentos na cidade, sendo conhecido pela sua riqueza interior em talha dourada. Anexo ao edifício da igreja está o Museu Municipal de Lagos. A igreja foi encomendada pelos militares, tendo sido concluída em 1707. Foi destruída pelo Sismo de 1755, e reconstruída em 1769. Em 1823 foi construída a torre do relógio, e em 1932 foi instalado o museu municipal na antiga sacristia Sul. Foi elevada a Monumento Nacional em 1924.

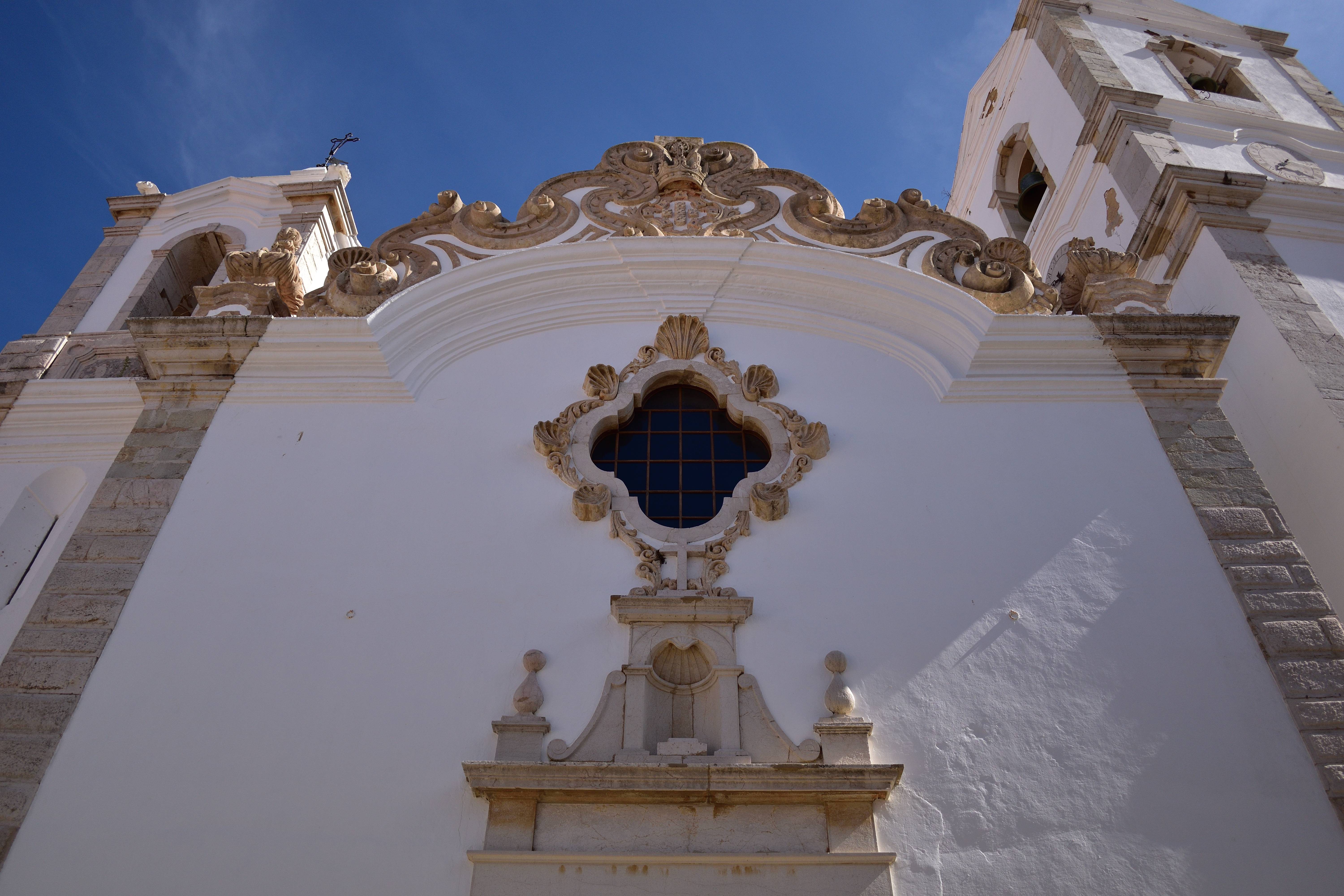
Ornamentação da fachada.

## Descrição

### Igreja

#### Exterior
O edifício apresenta uma aparência muito modesta no exterior, com paredes de cantaria lisa, destacando-se a sua fachada principal, de traça barroca. A porta principal, igualmente com uma moldura de cantaria lisa, está voltada para o poente (rua General Alberto da Silveira), sendo encimada por um pequeno nicho e depois um óculo de forma simples, adornado com conchas. A fachada é rematada por um escudo nacional com ramificações, de estilo jesuítico. A fachada lateral, virada para o Largo do Compromisso Marítimo (rua Silva Lopes), inclui um arco de volta perfeita, de grandes proporções, que cria um alpendre abobadado. O fecho deste arco possui a inscrição 1769. Tem duas torres sineiras de formas diferentes, com um relógio na torre Sul, de maiores dimensões. Apesar do edifício ser de construção muito posterior, ainda apresenta algumas características que eram mais comuns aos templos medievais, como a orientação no sentido de nascente para poente, apesar desta decisão ter forçado a igreja a ficar de frente para uma rua estreita e de lado para um grande espaço aberto, ao contrário do que seria de esperar.

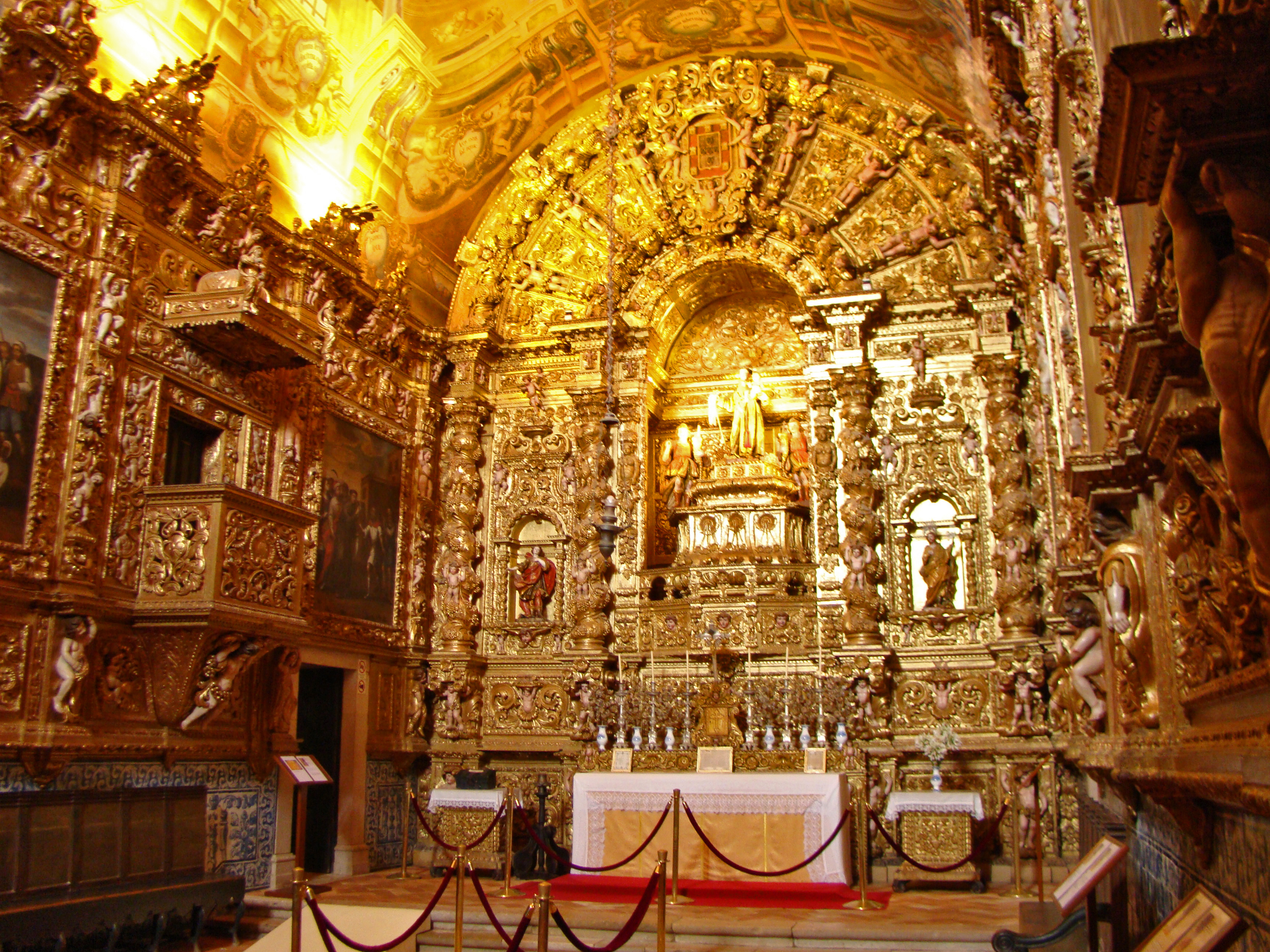
Interior da Igreja, mostrando o retábulo e a imagem de Santo António. À esquerda está o púlpito.

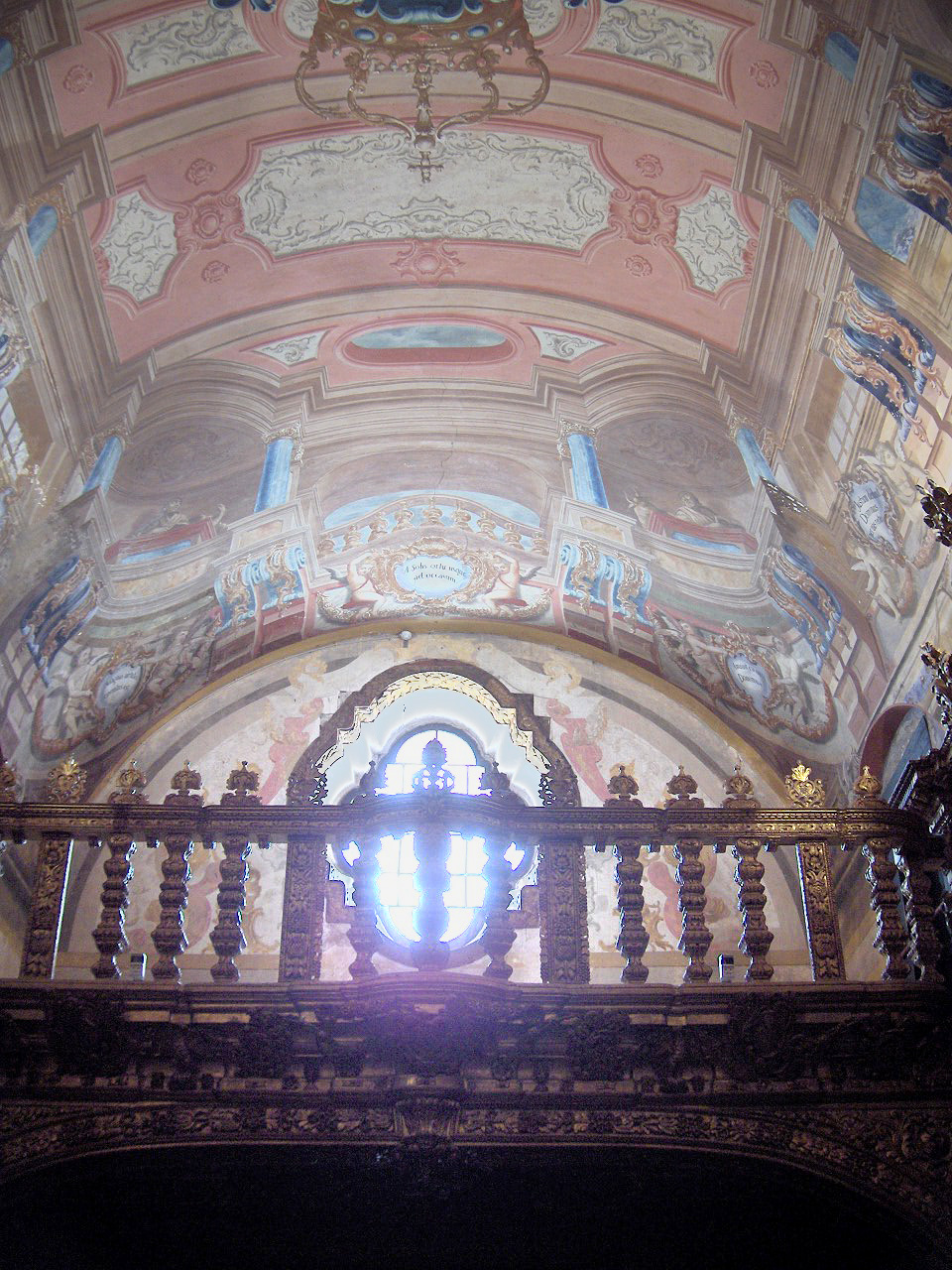
Lado poente da nave, com o coro e o óculo. É visível a pintura em trompe-l'oeil da cobertura, simulando colunas e balcões onde estão os evangelistas.

#### Interior
Enquanto que a aparência exterior do edifício é de grande simplicidade, o interior apresenta uma rica decoração, com um importante conjunto de talha dourada ao longo das paredes e no retábulo, azulejos e pinturas da abóbada. A igreja só tem uma nave, sem cruzeiro nem altares laterais, que é totalmente coberta por uma abóbada de berço. No pavimento da nave foi colocada uma só sepultura, pertencente ao oficial irlandês Hugo Beaty, comandante do Regimento de Lagos durante a guerra contra Espanha. Na lápide apresenta o seu escudo pessoal, de campo liso com oito pássaros voando na orla, e por baixo uma faixa com a divisa Non vi sed arte (Não pela força, mas pela destreza), e um leão rompante a segurar um crescente no timbre.
Devido à sua talha dourada, a Igreja de Santo António é considerada como dos principais exemplares de um templo forrado a ouro no Sul de Portugal. Segundo o historiador José Formosinho, todo o conjunto da talha dourada integra-se no estilo barroco, incluindo o retábulo, que ostenta igualmente motivos decorativos de inspiração renascentista do século XVI. O retábulo é onde a talha dourada mais se destaca pelo seu rigor e detalhe, sendo considerado como um dos exemplos mais notáveis do Estilo Nacional na região do Algarve.  Inclui dois arcos concêntricos de volta inteira, com cordão em espiral, separados por estátuas de cariátides e um escudo com as armas de Portugal, sobreposto pela coroa real. Estes arcos são suportados por quatro colunas salomónicas ornadas com parreiras de cachos pendentes, e que são são rematadas por capitéis de ordem compósita. Assentam sobre pedestais duplos de forma quadrangular, decorados com volutas de acantos no estilo romano, e estátuas de atlantes. No centro no retábulo situa-se uma tribuna e um trono de forma piramidal, com uma imagem de Santo António com o menino nos braços, rodeado por dois anjos com tocheiros. Na base do trono existia originalmente uma outra estátua de Santo António, que segundo a tradição foi aquela que era levada pelo regimento em campanha, em conjunto com o altar portátil, elementos que foram preservados no museu.
A talha ao longo das paredes laterais tem uma decoração marcada por motivos fantásticos e vegetalistas, embora sem uma relação aparente de continuidade. Com efeito, as figuras celestiais surgem misturadas com animais grostescos, formando um cenário caótico típico do barroco, que se distingue pelo exagero e pela deformação do natural. As figuras míticas incluem querubins que funcionam como atlantes, e serafins coroados de rosas que seguram açafates. Foram igualmente representadas várias cenas de guerra e da vida quotidiana, como a pesca, a caça, e a matança do porco. No início da nave situa-se um coro alto, suportado por um arco abatido, e que possui uma balaustrada de pequenas colunas de planta quadrangular, com um parapeito.
Ao longo das paredes laterais encontram-se oito quadros, representando cenas da vida de Santo António de Lisboa, pintados pelo mestre José Joaquim Rasquinho de Loulé. As paredes também estão parcialmente forradas com um silhar de 1,4 m de de altura, com azulejos em tons azuis e brancos de motivos florais, do século XVIII. Segundo José Formosinho, os azulejos nas paredes do fundo da igreja apresentam várias alterações em relação aos das paredes laterais, pelo que podem ter sido aplicados em épocas diferentes. Tanto a talha dourada como os azulejos foram aplicados devido à sua capacidade naturalmente brilhante, de forma a criar um ambiente ilusório e imaterial. A cobertura da nave está decorada com pinturas em perspectiva, de forma a simular a continuação das paredes, com duas janelas vidradas e oito colunas de mármore sobre duplas cartelas decoradas em cada lado. Entre as cartelas foram pintadas inscrições da Bíblia, em molduras. Em cada canto está um balcão, cada um com uma figura dos quatro evangelistas, pintados de forma a parecerem estar a observar o interior da igreja, cada um com o seu Tetramorfo. No centro procurou-se imitar uma abóbada, com um escudo nacional de grandes dimensões, cujas sombras foram pintadas de forma a simular um efeito de relevo em relação ao fundo.

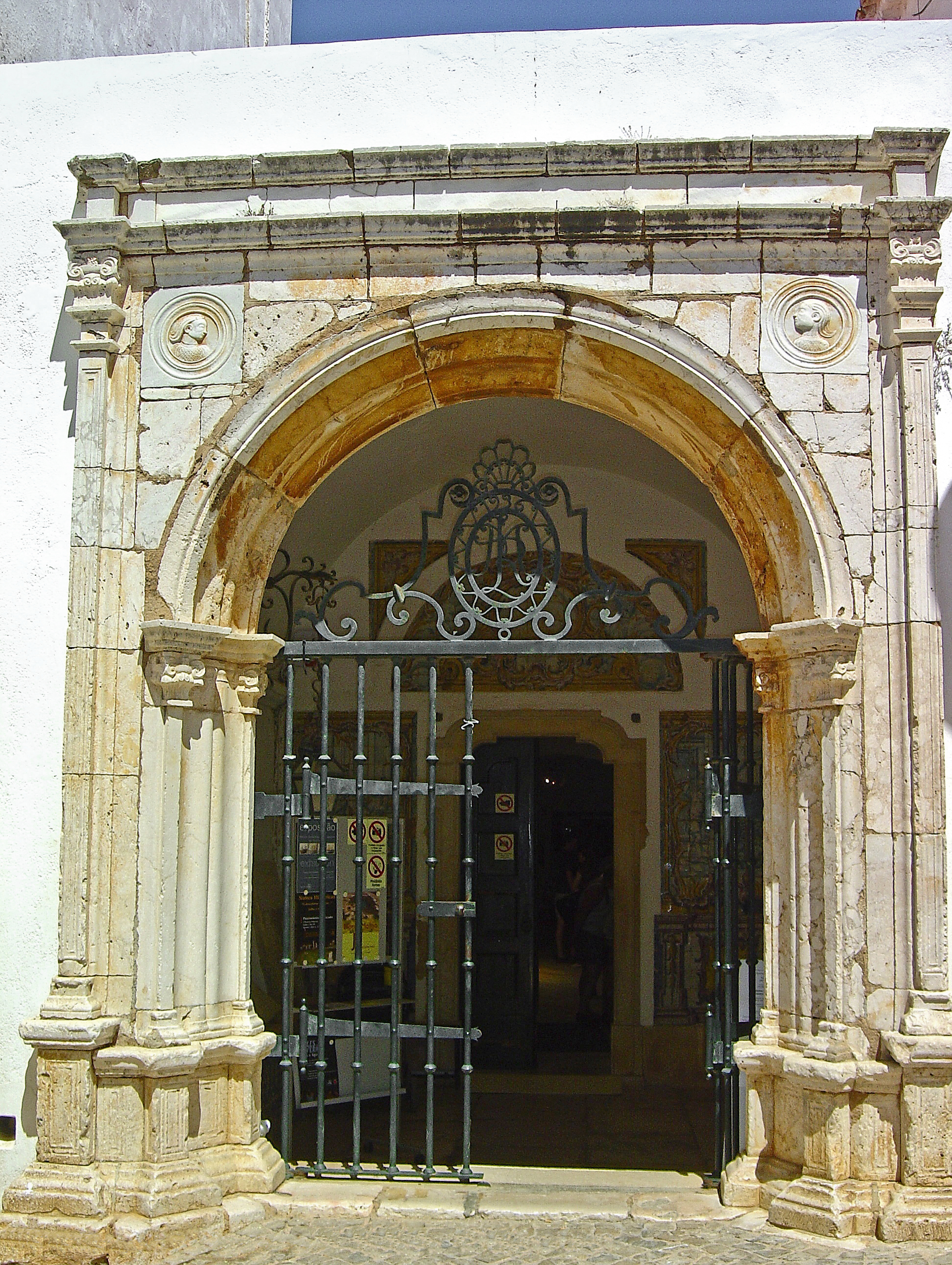
Entrada do nuseu em 2007, com o portal da Igreja do Compromisso Marítimo. Este elemento foi transferido para o interior do museu durante as obras de remodelação, entre 2020 e 2021.

### Museu
O Museu Municipal de Lagos está anexo à igreja, possuindo uma rica colecção de pintura, etnografia, numismática, arqueologia e arte sacra, incluindo talha do século XVII. Após a sua reabertura em 2021, passou a albergar uma exposição permanente, Depois de 1460 & Coleções Especiais, formada a partir do acervo do museu, que foi recolhido desde a década de 1930 por José Formosinho. Um dos principais elementos do museu é um pórtico monumental, oriundo da Igreja do Compromisso Marítimo, e que é um dos mais antigos exemplos da arquitectura renascentista na região.

### Importância e conservação
Em Janeiro de 2016, a Igreja de Santo António era o terceiro monumento nacional no Algarve a ser mais visitado, estado apenas atrás da Fortaleza de Sagres e do Castelo de Silves. Do ponto do vista histórico e artístico, o seu interior é considerado um dos principais exemplos do barroco português.
A Igreja foi classificada como Monumento Nacional, pelo decreto n.º 9:842, de 1924. Por seu turno, a Zona de Especial Protecção foi definida por uma portaria de 30 de Outubro de 1969, publicada no Diário do Governo n.º 275, 2.ª Série, de 24 de Novembro de 1969.

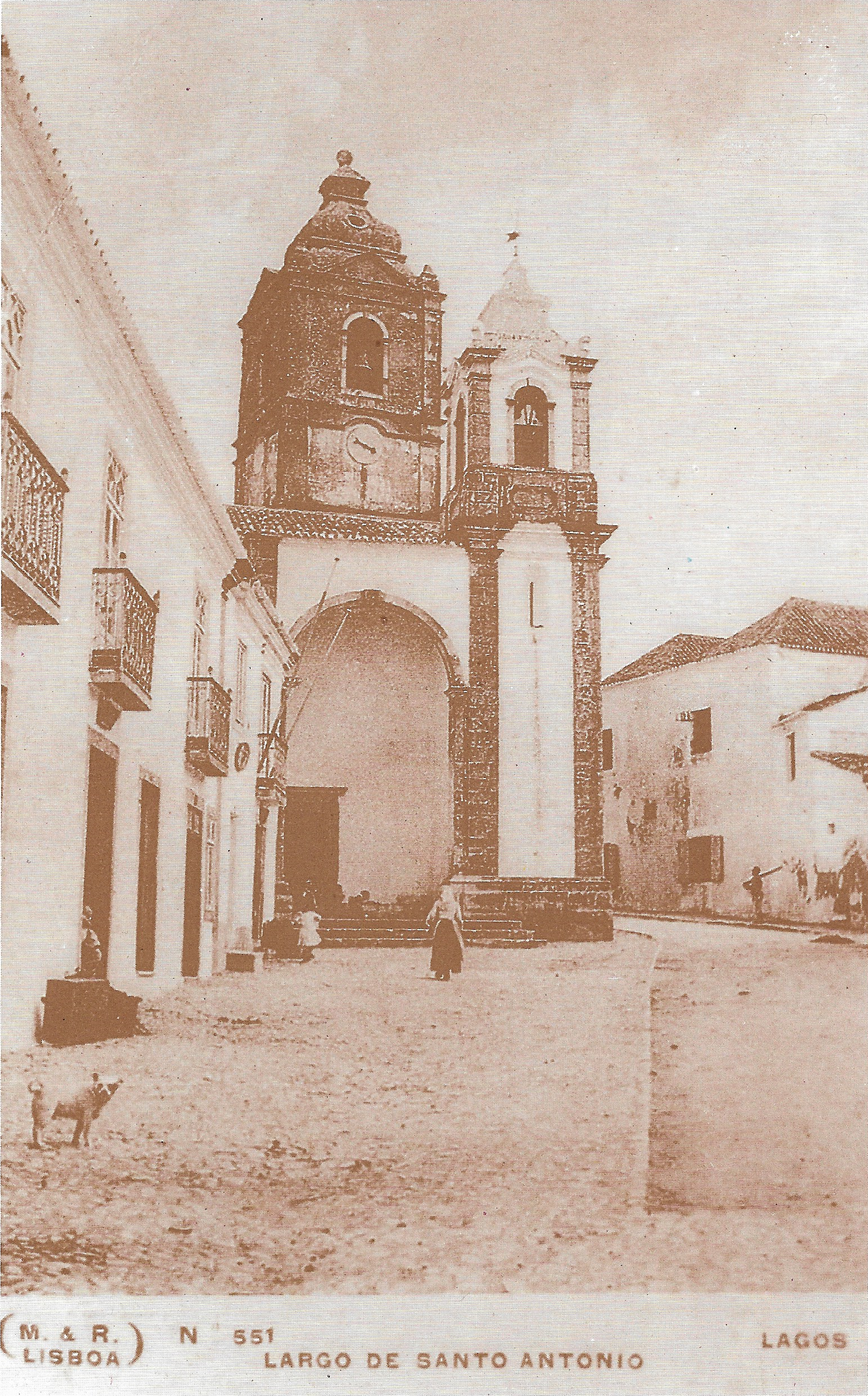
Postal antigo da Igreja, provavelmente dos inícios do século XX. Ainda não tinha sido instalado o painel de azulejos comemorando a sua elevação a Monumento Nacional.

## História

### Séculos XVIII e XIX
Em 1702, foram aprovados os estatutos da Irmandade de Santo António, tendo a igreja em si sido construída cinco anos depois. Foi encomendada pelas autoridades militares, sendo um dos exemplos em Portugal de um templo dedicado a Santo António que não estava anexado a um convento franciscano. O local onde se ergue a igreja e o seu conjunto era ocupado originalmente por uma porta da muralha medieval, tendo uma das torres sido instalada sobre as antigas estruturas. Os edifícios no lado oposto da Rua General Alberto da Silveira também foram construídos em cima das ruínas da antiga porta, incluindo uma cadeia, que foi posteriormente ocupada por uma esquadra da Polícia de Segurança Pública.
A escolha de Santo António como padroeiro deveu-se à sua forte ligação com as forças militares de Lagos desde Janeiro de 1668, durante a Guerra da Restauração, quando foi integrado no Regimento de Infantaria n.º 2, tendo várias vitórias contra os castelhanos sido atribuídas à sua intervenção. Devido à sua integração no regimento, a administração podia destacar uma certa quantia de dinheiro correspondente a um soldo, que oficialmente pertencia ao santo, mas que na realidade era utilizado no seu culto. Ao longo da sua história junto daquela unidade militar, o santo foi por várias vezes promovido, possuindo a patente de capitão ou de coronel quando esta prática terminou, provavelmente em 1910. O regimento possuía um altar portátil e uma estátua do santo, que foram utilizados durante a Guerra Peninsular, e depois preservados no museu.
O edifício foi destruído pelo Terramoto de 1755, tendo sido reconstruído em 1769 por ordem do comandante do Regimento de Infantaria de Lagos, Hugo Beaty, que era igualmente administrador da Confraria de Santo António. Foi também naquela data que terão sido produzidos os oito quadros com os milagres de Santo António. No interior da igreja, os azulejos, as pinturas da abóbada e a talha dourada também foram instaladas durante o século XVIII. Segundo a tradição popular, a igreja possuía um rico espólio em prata e alfaias, que foram saqueados durante a ocupação francesa, nos princípios do século XIX. Em 1823 foi edificada a torre do relógio, cuja cantaria foi aproveitada das ruínas da Igreja de Santa Maria. Porém, o sino só foi colocado dois anos depois, e o relógio em 1839. Segundo José Formosinho, o coro terá sido instalado durante o século XIX, devido ao grau de rigor e detalhe da sua decoração. Esta circunstância, em conjunto com as diferenças nos azulejos entre esta zona da igreja e os das paredes laterais, foram apresentados pelo investigador como prova de uma possível ampliação da igreja, já após a sua construção. Em 1935, avançou a teoria que o templo teria sido construído só após o Sismo de 1755, uma vez que até então ainda não tinha encontrado quaisquer documentos que lhe fizessem referência anteriores àquele período, sendo conhecida, nesse período, como Igreja de Santo António dos Militares. Porém, admitiu que o edifício apresentava algumas facetas que podiam representar uma construção anterior, como a sua disposição típica de uma igreja medieval, e a talha do retábulo, que tinha grandes semelhanças com o estilo do século XVI.

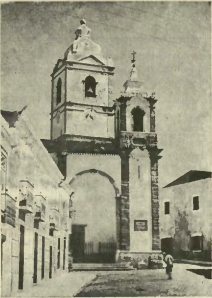
Igreja de Santo António, já após a sua classificação como Monumento Nacional.

### Século XX

#### Décadas de 1900 a 1940
Durante os seus primeiros séculos de existência, a igreja esteve sob a administração das autoridades militares, que eram responsáveis pela sua manutenção. Porém, em princípios do século XX, o edifício encontrava-se num estado de preservação bastante grave, com infiltrações de água no telhado, que estavam a danificar a pintura da abóbada, os emadeiramentos do coro e a talha dourada. Em 1924, a Igreja foi classificada como Monumento Nacional. Em 1928, os ministros da Instrução e da Ministério da Guerra, Alfredo de Magalhães e Abílio Passos e Sousa, decidiram fazer a transferência da igreja para o Ministério do Interior, tendo o auto de transferência sido assinado em 5 de Julho de 1929. Este processo foi feito por proposta da Comissão da Iniciativa dos concelhos de Lagos, Aljezur e Vila do Bispo, que foi responsável por vários trabalhos de conservação dos monumentos no barlavento algarvio, incluindo na Igreja de Santo António.
Igualmente durante a década de 1920, foi retocada a pintura na abóbada da igreja, provavelmente durante o processo para a abertura do museu. Em 9 de Junho de 1929, o jornal O Algarve noticiou que em breve teriam início as obras de reparação da igreja. Com efeito, os trabalhos iniciaram-se em 1930, supervisionados por José Formosinho, que fundou o museu ainda nesse ano. Em 23 de Agosto, a autarquia deliberou a criação do museu, após ter sido autorizada a instalá-lo nas dependências da Igreja de Santo António. Também em 1930, José Formosinho transferiu o portal da antiga Igreja do Compromisso Marítimo de Lagos para a Igreja de Santo António. Em 22 de Março de 1931, o jornal O Algarve reportou que iria ser em breve inaugurada a primeira divisão do museu, destinada à arte sacra, e onde seriam expostos os paramentos que foram utilizados numa missa campal em Lagos, durante a passagem de D. Sebastião no seu percurso até Alcácer Quibir. Em 30 de Abril desse ano, o Jornal de Lagos publicou um comunicado da comissão organizadora do museu, onde se pedia aos particulares que cedessem as peças de especial interesse para o espólio do museu, e informou que já tinha sido aberta a sala de arte sacra. Para a instalação desta sala contou-se com o apoio precioso de António Augusto da Luz, que conhecia o espólio guardado pelas várias igrejas da cidade, e do padre Francisco António do Carmo, que era prior nas duas freguesias de Lagos.
Em 1932 foi reconstruída a rampa para o pavimento superior da torre, e nesse ano foi inaugurado o Museu Regional de Lagos, que foi instalado na área da sacristia Sul da igreja. Foi instituído para albergar os vestígios arqueológicos encontrados no concelho e nas suas redondezas, além de colecções sobre história natural e etnografia. Porém, só nos finais de 1933 é que se iniciaram os trabalhos para a instalação do museu em si, com a abertura de uma sala para a instalação das exposições de arqueologia e numismática, e posteriormente de etnografia colonial e do Algarve. Assim, terminou a primeira fase de instalação do museu, que começou a funcionar em pleno, com duas salas. Ao fim de pouco tempo, ganhou reconhecimento a nível nacional e no estrangeiro, devido ao seu rico acervo histórico e cultural, com destaque para o conjunto de peças arqueológicas, e por ser um dos poucos museus na região durante muitos anos. Em 1934 José Formosinho fundou o Grupo de Amigos do Museu, no sentido de apoiar financeiramente aquela instituição. Em Março de 1935, o jornal Costa de Oiro noticiou que o museu tinha recentemente modificado as suas instalações e ampliado o seu espólio com várias doações de particulares. Com efeito, em 1937 já as duas salas se tinham tornado insuficientes para o acervo, pelo que no ano seguinte a Direcção-Geral dos Monumentos Nacionais começou a planear a segunda fase das obras do museu, no sentido de proceder à sua ampliação. Previa-se então que o museu estaria pronto para a sua inauguração oficial em 1940, que seria integrada nas Comemorações Centenárias. Porém, os trabalhos foram suspensos devido a José Formosinho ter ficado gravemente doente, pelo que só em 1942 é que foram terminados, tendo-se entretanto iniciado a organização da exposição de etnografia regional e de uma biblioteca anexa ao museu, que foi depois a origem da biblioteca municipal. Também em 1942 foram comprados terrenos anexos ao museu, no sentido de proceder à sua expansão, obra que foi feita entre 1949 e 1952, com a construção de três salas, tendo a da exposição ficado com uma clarabóia. Entretanto, a igreja foi alvo de trabalhos de conservação entre 1937 e 1947.

#### Décadas de 1950 e 1960
Entre 1952 e 1955, foram feitos diversos trabalhos de modificação e conservação no museu, incluindo a instalação da electricidade, e o ajardinamento do pátio. A igreja também recebeu obras de conservação em 1954 e 1955, tanto no exterior como no interior, o restauro da talha dourada. Na década de 1950 foram igualmente executados trabalhos de pintura na abóbada, cujos vestígios foram encontrados durante obras de restauro na década de 2010. Em 30 de Outubro de 1960, o jornal Ecos do Algarve noticiou que tinham sido recentemente cedidas várias peças de valor histórico e etnográfico ao museu, incluindo objectos de arte indígenas de Angola, medalhas, moedas, e um selim utilizado pela rainha D. Estefânia. O espólio do museu foi igualmente enriquecido com fragmentos de peças de barro, um tecto pintado e de mosaicos, resultado dos trabalhos arqueológicos de José Formosinho e Jaime Murteira na antiga povoação romana da Boca do Rio. No vão da porta da sala das armas, no acesso ao quintal do museu, foram instaladas as cantarias de uma porta manuelina, que tinha sido encontrada numa cabana na área da Ribeira, em Lagos.
Entre 1966 e 1969, foram feitos novamente trabalhos de manutenção no museu. A igreja foi danificada pelo Sismo de 28 de Fevereiro de 1969, tendo ficado com grandes fendas na torre maior e nos interiores. Em 8 de Março desse ano, o presidente do conselho de ministros, Marcello Caetano, esteve no Algarve para avaliar os estragos causados pelo sismo, tendo passado pelas igrejas de Santo António e Santa Maria. Ainda em 1969, a torre foi alvo de obras, principalmente com vista à sua consolidação, e foram desobstruídas as escadas de acesso.

#### Décadas de 1970 a 1990
Em 1973 e 1974, tanto o museu como a igreja conheceram novos trabalhos de conservação, e em 1975 o Instituto José de Figueiredo restaurou a talha dourada, e as telas nos quadros dos Milagres de Santo António. Em 1977, foram novamente feitas obras de conservação na igreja e no museu, e o Instituto José de Figueiredo executou o restauro das pinturas murais.
Em 1982 a igreja foi alvo de novas obras de manutenção, destacando-se a remoção de uma figueira que estava ligada aos paramentos da fachada. Em 10 de Outubro de 1984, o Diário de Lisboa noticiou que tinha sido assinado um acordo entre a autarquia de Lagos e o Ministério do Equipamento Social para um grande programa de reabilitação urbana do centro histórico da cidade, e que a Direcção-Geral dos Monumentos Nacionais já tinha iniciado uma série de trabalhos de recuperação em vários monumentos de Lagos, estando então previstas obras de conservação na Igreja de Santo António. Os trabalhos de conservação da igreja foram retomados em 1987 e em 1993, e em 1998 foi feita a manutenção das instalações eléctricas tanto no templo como no museu.

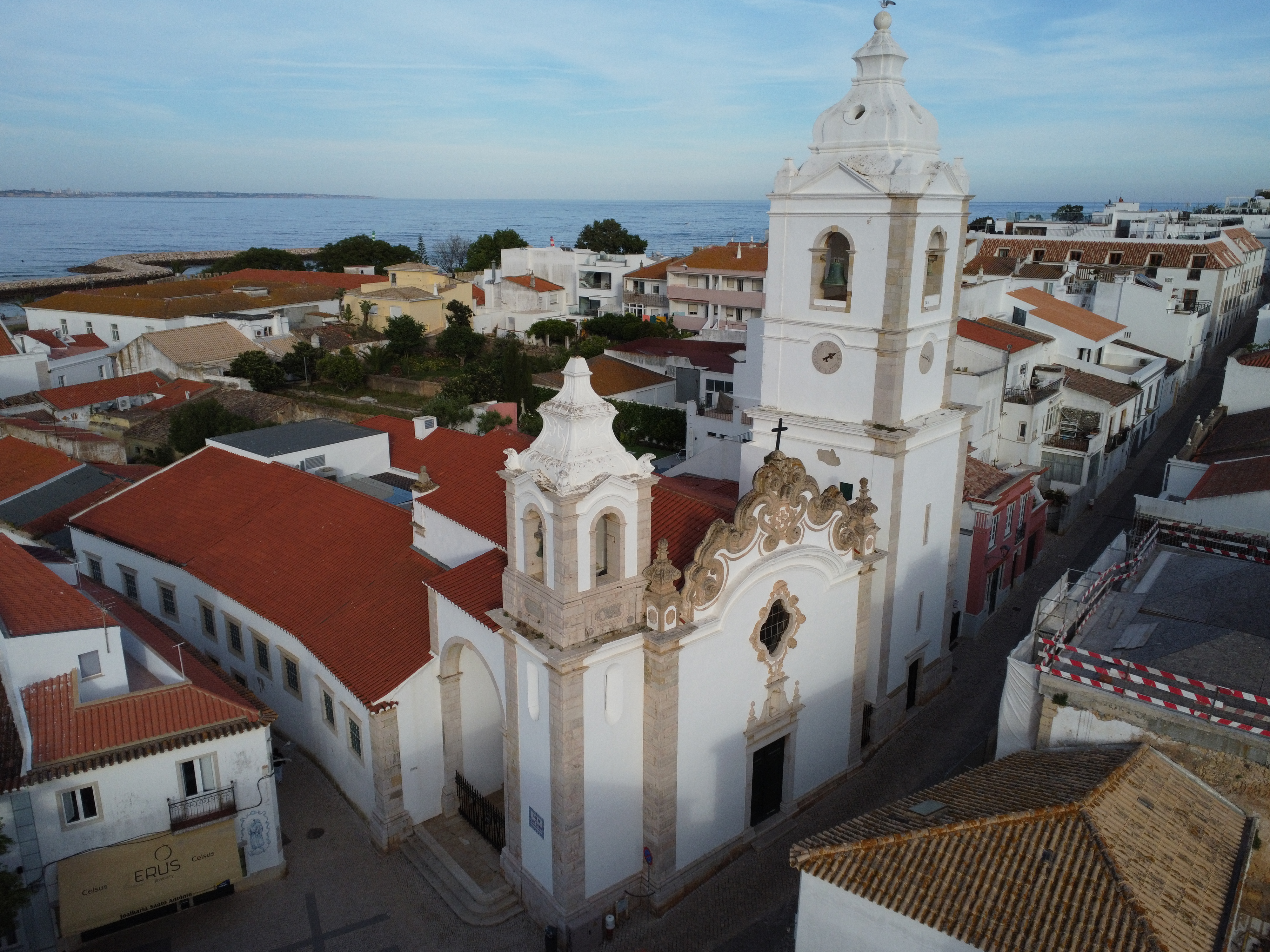
Vista aérea da igreja, em Maio de 2024.

### Década de 2000
Em 2005, foram novamente feitas obras de conservação na igreja, que incluíram a reparação e limpeza das coberturas e dos rebocos exteriores.

#### Encerramento da igreja
Em 12 Outubro de 2013, a Câmara Municipal de Lagos e a Direcção Regional de Cultura decidiram encerrar temporariamente a Igreja de Santo António, devido à deformação da abóbada e o seu descolamento em relação à fachada, o que podia levar a uma derrocada. Esta medida abrangeu apenas a igreja em si, tendo o museu permanecido em funcionamento. Nesta altura, já a autarquia de Lagos tinha entregado uma candidatura para a reabilitação da cobertura do edifício, através da empresa municipal Futurlagos, em parceria com a Direcção Regional. O plano, que já tinha sido aprovado como parte do Plano Operacional Algarve 21, tinha um valor de cerca de 21 mil euros. No entanto, análises posteriores sobre a deformação da abóbada e outros problemas apontaram para a necessidade de obras mais complexas, e por isso mais dispendiosas, levando a uma reavaliação física e financeira do projecto, que ultrapassou as quantias aprovadas anteriormente. Devido à situação urgente da igreja, um grupo de trabalho composto por especialistas em arquitectura e arqueologia foi enviado ao local para fazer uma avaliação, e no dia 17 desse mês foram enviados dois técnicos do Instituto Superior de Engenharia da Universidade do Algarve, que iria ser parceira nas obras, uma vez que dispunha dos meios humanos e técnicos necessários para avaliar a situação e apresentar soluções. Após o encerramento ao público, foi colocada uma estrutura no interior da igreja, de forma a escorar a abóbada, e estava prevista a instalação de uma cobertura provisória, que iria permitir a remoção do telhado e analisar melhor os seus problemas. Em 2014, foram feitos trabalhos arqueológicos de prevenção no espaço do museu.
Entre 14 e 16 de Julho de 2015, a igreja esteve encerrada ao público, para obras de restauro, tendo sido intervencionada a abóbada, a talha dourada e os sistemas de iluminação. Em 1 de Novembro de 2015, estavam quase terminadas as obras de requalificação da igreja, que incidiram sobre a abóbada, a cobertura e outras partes do edifício, estando prevista a sua conclusão oficial em 28 desse mês. Estava igualmente programado o encerramento de parte das salas do museu para trabalhos de manutenção, que teriam uma duração prevista de três meses. No entanto, as obras, que inicialmente deviam centrar-se apenas no telhado, acabaram por abranger uma grande parte do edifício, tendo sido feitos trabalhos de conservação e restauro na cobertura, na abóbada e noutros elementos, tanto funcionais como ornamentais. As obras iniciaram-se com a reparação da cobertura e a conservação e reabilitação da abóbada. Em seguida foram restauradas as pinturas da abóbada, sob a coordenação de Pedro Gago, trabalho que demorou vários meses, tendo cerca de três semanas despendidas a identificar e remover as repintagens das décadas de 1920 e 1950, de forma a regressar à pintura original. Também foram reconstituídas algumas partes que já tinham desaparecido, tendo-se por exemplo removido uma descontinuidade em cima do altar, do lado direito. Quanto à talha dourada, foi alvo de processos de reparação e limpeza, tendo sido várias partes utilizando materiais originais, como o sobrecéu do púlpito, que estava a cair, e onde foram recolocadas duas figuras. A limpeza abrangeu igualmente o tecto da sala, que foi tratado com um fungicida, enquanto que a talha foi limpa manualmente, com trinchas e aparelhos de aspiração. Segundo a arqueóloga Elena Morán, também foi substituído o sistema de iluminação no interior, que já estava obsoleto, e cujos projectores, de grandes dimensões, tinham tendência a sobreaquecer, danificando tanto as pinturas como a talha. Nessa altura, estava planeada a introdução de um sistema avançado de iluminação, que permitisse uma melhor visibilidade sobre os quadros e a talha, e ao mesmo tempo manter o ambiente da igreja. Um dos elementos que não foi intervencionado a fundo foi o óculo no topo do coro alto, tendo sido apenas recuperadas as talhas naquela zona, que estavam estragadas devido à entrada de água, embora o óculo em si não tenha sido conservado, faltando ainda a instalação de um vidro especial para filtrar os raios ultravioleta, que provocam danos na talha dourada. Devido às obras de conservação, o interior da igreja passou a estar muito mais visível, tendo sido recuperados vários elementos que estiveram quase invisíveis durante muitos anos.

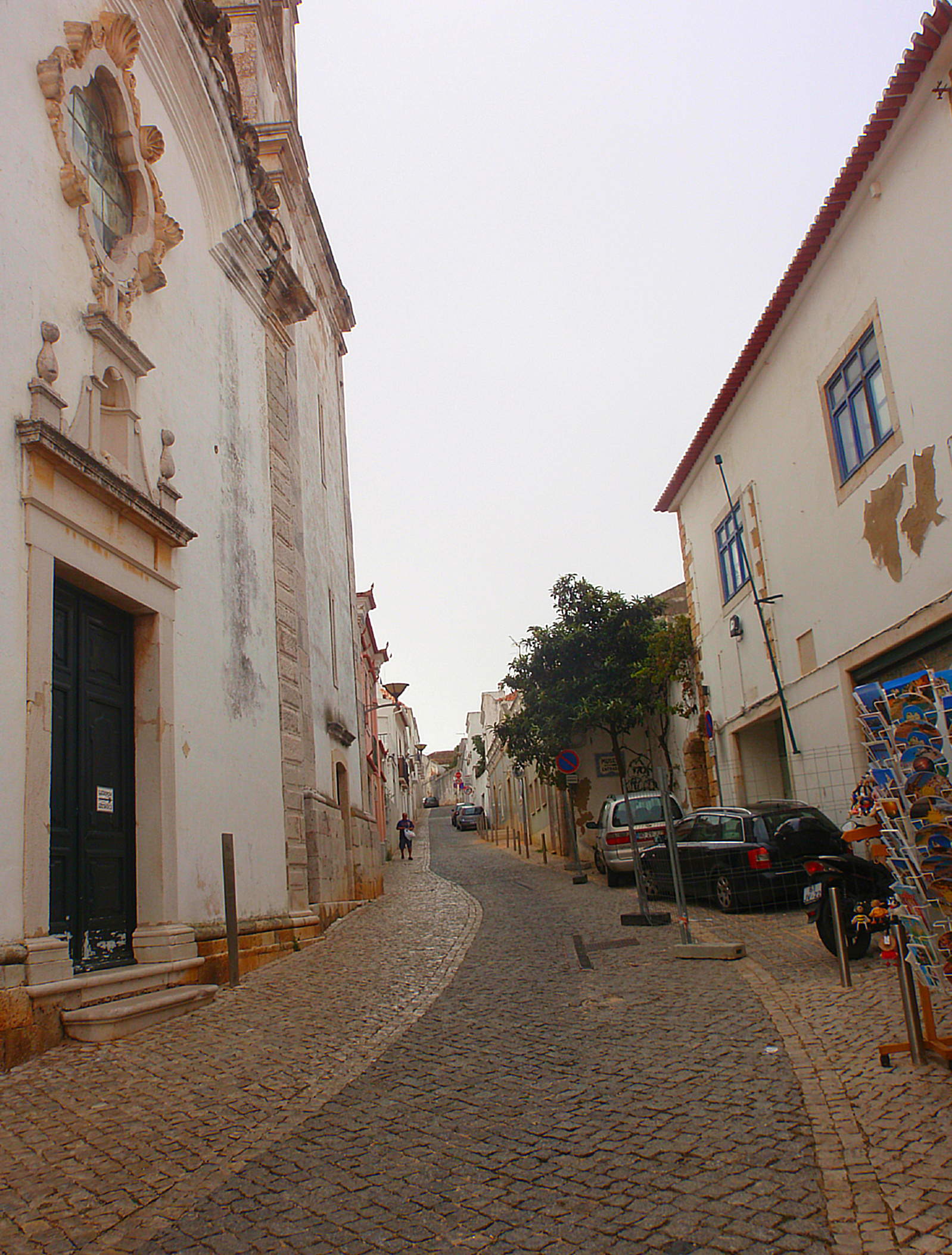
Rua General Alberto da Silveira, em Novembro de 2018. O edifício em obras no lado direito é a antiga esquadra da Polícia de Segurança Pública, que foi reaproveitada para o núcleo de arqueologia do Museu Municipal.

#### Reabertura da igreja e encerramento do museu
A igreja só foi reaberta oficialmente em 30 de Janeiro de 2016, numa cerimónia que contou com um concerto de música barroca pelo Ensemble Sons Antigos a Sul. Segundo o arquitecto Frederico Paula, da empresa Futurlagos, esta intervenção concluiu um período de cerca de três anos de obras na Igreja de Santo António, que total custaram 350 mil Euros, dos quais 125 mil vieram da Câmara Municipal, enquanto que 215 mil foram pagos pelo Programa Operacional Algarve 21. Após a conclusão das obras na igreja, iniciou-se a remodelação do museu municipal, que encerrou em 1 de Setembro de 2017. Nessa altura, previa-se que os trabalhos do museu estariam concluídos nos primeiros meses de 2019. Esta intervenção modificou profundamente os interiores e a cobertura do edifício, tendo sido melhoradas as condições de acesso a cidadãos de mobilidade reduzida. Foi igualmente removido e restaurado o espólio embutido nas paredes e nos pavimentos, tanto no interior como no exterior, como os mosaicos romanos, o pelourinho, cantarias e outros elementos de grande importância. Ao mesmo tempo, foram feitos trabalhos de arqueologia no local, permitindo a descoberta de estruturas anteriores ao museu e à igreja, incluindo os vestígios da muralha medieval.
Posteriormente iria ter início a segunda fase da intervenção, relativa ao reaproveitamento do edifício onde estava instalada a antiga esquadra da Polícia de Segurança Pública de Lagos, 
situado em frente ao museu. Deixou de ser utilizado em Outubro de 2010, com a inauguração de uma nova esquadra junto ao complexo das piscinas municipais, tendo chegado a um avançado estado de degradação. Previa-se que o imóvel iria albergar o núcleo de arqueologia do museu, onde iria ser exposto parte do antigo espólio do museu, além de várias peças que tinham sido compradas ou oferecidas nas últimas quatro décadas. Além da antiga esquadra, também também estava planeada a reabilitação de um amplo terreno anexo ao edifício, que iria ser utilizado como espaço para vários eventos, como apresentações de livros, conferências ou exposições temporárias.
As obras no museu e na igreja fizeram parte de um programa de reabilitação e preservação do património da autarquia de Lagos, que também incluiu as muralhas de Lagos, a Igreja de São Sebastião, o Mercado de Escravos e o Armazém Regimental. Em finais de 2019, foi aprovado o Orçamento e Plano de Actividades para 2020 da Câmara Municipal de Lagos, que incluía o final dos trabalhos de recuperação do museu e o início das obras de expansão. As obras de requalificação do museu foram orçadas em mais de 3,4 milhões de Euros.
Em 8 de Agosto de 2020, as obras foram visitadas pelo secretário-geral adjunto e vice-presidente da bancada parlamentar do Partido Socialista, José Luís Carneiro, em conjunto com o presidente da Câmara Municipal de Lagos, Hugo Pereira, a antiga autarca de Lagos, Joaquim Matos, o Secretário de Estado das Pescas, José Apolinário, a Secretária de Estado Adjunta da Saúde, Jamila Madeira, e outros representantes do partido Socialista e do governo local. A comitiva participou numa visita guiada às instalações, orientada pela arqueóloga Elena Moran e pelo conservador do museu, Edgar Gomes, durante a qual foram explicadas as intervenções que estavam a ser feitas para o restauro do património. José Luís Carneiro classificou as obras no museu como «um dos bons exemplos da boa aplicação dos fundos comunitários», tendo afirmado que «investir no património cultural, material e imaterial, significa cuidar dos alicerces do desenvolvimento económico e social». Em Agosto de 2021, as obras no museu já estavam na fase de conclusão, e já se tinha iniciado o processo para a reabilitação do edifício da antiga esquadra e do quintal adjacente, no sentido de converter este espaço no núcleo de arqueologia, intervenção que iria custar mais de dois milhões de Euros. A requalificação do museu em si custou cerca de 2,5 milhões de euros, valor que foi apoiado por fundos europeus no âmbito do Programa Operacional Regional CRESC Algarve 2020.

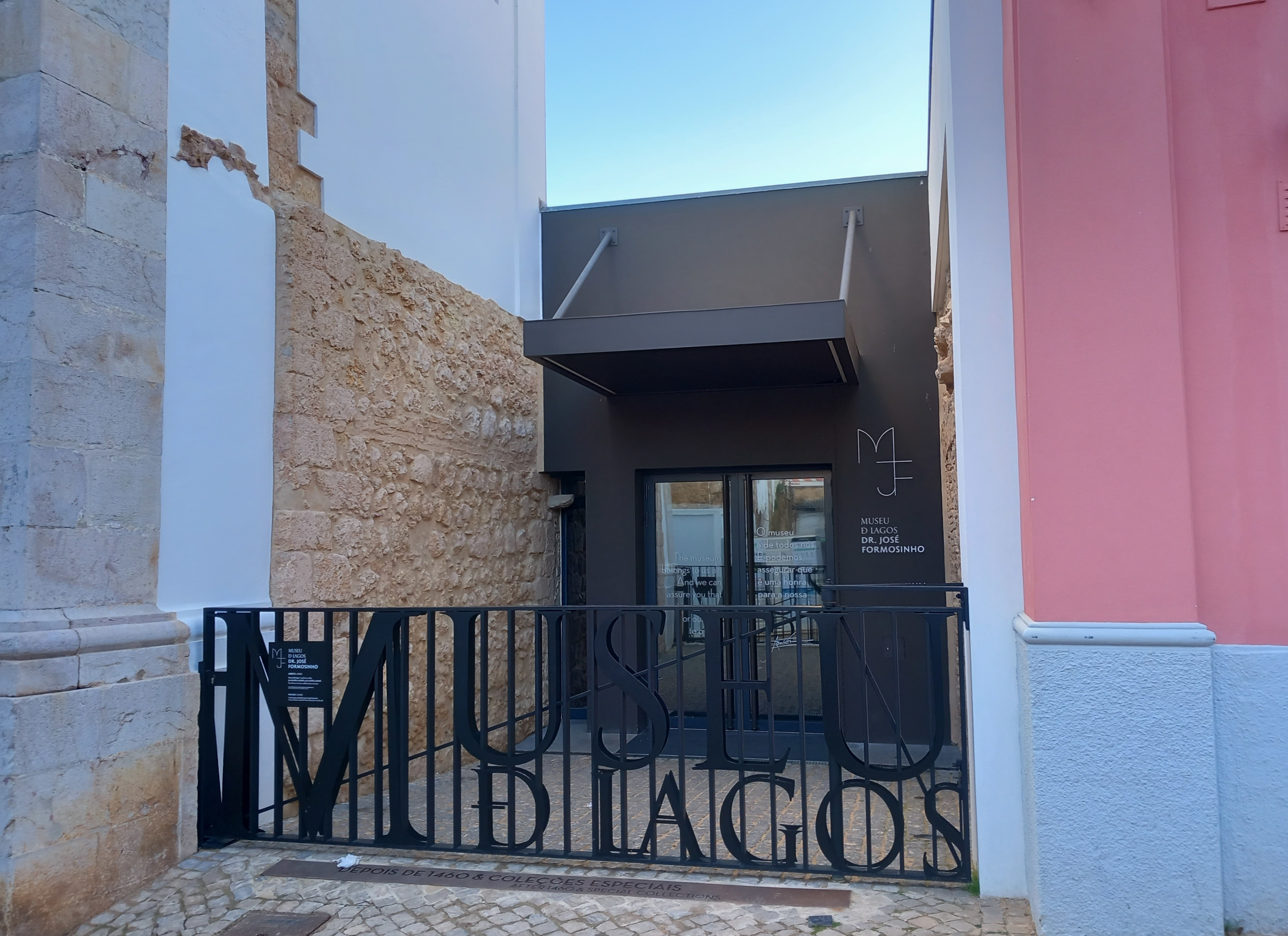
Entrada do Museu em 2023, após as obras de remodelação.

#### Reabertura do museu
O museu reabriu em 27 de Outubro de 2021, tendo sido profundamente reorganizado o seu visual e introduzida uma nova exposição permanente. Foi criado um espaço de homenagem ao fundador do museu, Dr. José Formosinho, e exposto um vasto acervo, em grande parte reunido pelo fundador, que incluem pinturas e indústrias artesanais. Outra nova exposição abrange a história de Lagos entre os séculos XV a XIX, com relevo para o Regimento de Infantaria de Lagos e a confraria militar de Santo António, que esteve ligada à igreja.
Em Maio de 2022, o Museu de Lagos foi galardoado com um menção honrosa na categoria de Museu do Ano pela Associação Portuguesa de Museologia. Este prémio foi atribuído devido à exposição permanente, Depois de 1460 & Coleções Especiais, e à forma como foi restaurado o acervo do museu, no âmbito das obras de reabilitação. Em finais do mesmo ano, foi nomeado para o Prémio Museu Europeu do Ano 2023, organizado pelo Fórum Europeu dos Museus para distinguir as principais iniciativas na museologia europeia.
Durante as obras no interior da antiga esquadra e no quintal adjacente, também foram descobertos os vestígios da muralha, do fosso e de uma torre, além de duas salas abobadas onde funcionou a cadeia durante cerca de quatrocentos anos. De acordo com a coordenadora geral do Museu de Lagos, Elena Morán, além de funcionar com núcleo de arqueologia do museu, também iria «recuperar a memória de que era aqui a famosa Porta da Vila que se abria no lanço norte da muralha, o lugar onde Zurara, cronista do Infante Dom Henrique, descreveu o primeiro grande leilão de escravos a que o próprio Infante terá assistido». Sobre a descoberta das ruínas da muralha e das salas da cadeia, explicou que «São todos elementos que estamos a resgatar para podermos contar as suas histórias» Em Outubro de 2022, os trabalhos arqueológicos estavam concentrados principalmente na zona do logradouro, que foi soterrado pelo Sismo de 1755, e onde iria ser instalada a sala de exposições do núcleo do museu, com a finalidade de encontrar vestígios anteriores ao século XVI. Quanto ao núcleo de arqueologia em si, previa-se que a sua exposição iria incluir uma peça que é considerada como um tesouro nacional, e que consiste numa estátua do imperador Galiano, que veio das Ruínas romanas de Milreu, e que foi oferecida ao museu aquando da sua abertura. Este era apenas um dos elementos de um vasto espólio que estava guardado em armazéns municipais, e que iria fazer parte da exposição permanente, tendo algumas peças cerca de oito mil anos. Elena Moran explicou que «Temos de abrir esses contentores, tirar as peças, selecioná-las, recuperá-las e trata-las. É um trabalho que já deveria estar a decorrer, mas que só podemos começar quando tivermos uma equipa para o efeito». O orçamento para a instalação do núcleo de arqueologia já tinha ascendido a cerca de 4,5 milhões de euros, valor que foi financiado pelo programa CRESC Algarve 2020 em 1,2 milhões de euros, tendo sido planeadas novas candidaturas a fundos comunitários, no sentido de encontrar mais apoios financeiros. Os responsáveis pelo Museu Municipal também estavam a planear o reaproveitamento do núcleo do Armazém do Espingardeiro, a dinamização museológica do Forte da Ponta da Bandeira, a instalação de um centro de interpretação das ruínas romanas da Praia da Luz, e do Núcleo Museológico do Mundo Rural, em Odiáxere.
Em 2023, o plano de acessibilidades do museu foi um dos finalistas nos prémios EXPONE, organizados pela Associação de Museólogos e Museógrafos da Andaluzia, no sentido de distinguir as melhores práticas em termos de acessibilidade e sustentabilidade em museus e exposições. Nos finais de 2024 foi concluída a primeira fase da obra de expansão do Museu, tendo sido colocados a descoberto os vestígios urbanos quinhentistas e medievais, com destaque para a torre e as muralhas, e preservado o edifício da antiga cadeia. Previa-se que o futuro museu arqueológico iria albergar parte do acervo existente entre a pré-história e 1640, formado tanto pelo património recolhido por José Formosinho e pelo seu filho, em conjunto com o espólio oriundo dos trabalhos arqueológicos realizados no concelho desde 2000.

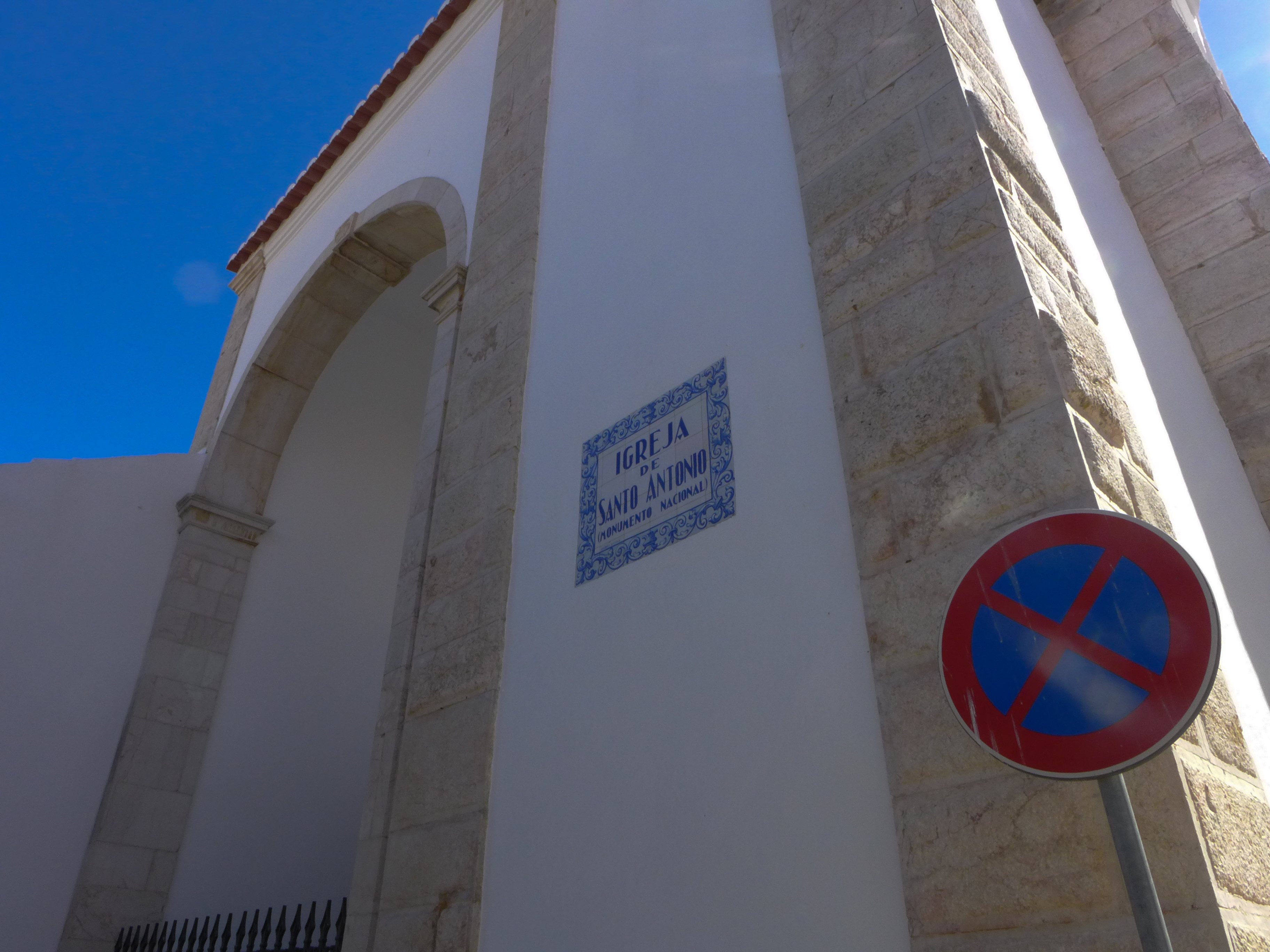
Painel de azulejos na fachada da igreja, comemorando a sua classificação como Monumento Nacional.